# 부항면

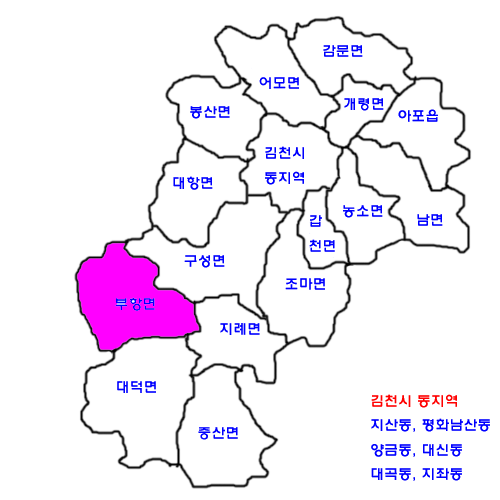
김천시 부항면

부항면(釜項面)은 경상북도 김천시 남서부에 위치한 면이다.

## 개요
부항면은 백두대간 줄기의 산과 계곡이 수려한 고장이다. 삼도봉 자락에서 흐르는 푸른 물과 맑은 바람은 천마, 오미자, 블루베리, 호두, 산양삼 등을 생산하기 좋은 청정지역으로 주민의 소득이 높고, 모든 농산물이 고랭지 기후의 영향을 받아 튼실하고 영양이 높은 게 특징이다. 또한, 부항댐의 수려한 자연경관은 이곳을 찾는 관광객들의 쉼터로 자리잡고 있다. 10월 10일이면 삼도봉정상에서 삼도(경상북도,충청북도,전북특별자치도)의 주민이 만나 화합을 다지는 삼도봉 행사가 열리고 있으며, 현재 야심차게 생태숲을 조성하고 있다.

## 연혁
- 지례현의 서쪽에 위치하여 서면이라 함.
- 1895년 (고종 32년) : 상서면, 하서면으로 분할
- 1914년 3월 15일 : 상서면, 하서면을 합병하여 김천군 부항면
- 1949년 8월 15일 : 금릉군 부항면 (김천읍이 시로 승격)
- 1995년 1월 1일 : 김천시, 금릉군 통합 (김천시 부항면)
- 1998년 1월 7일 : 부항면 유촌출장소 폐쇄

## 교육
- 지례초등학교 부항분교
- 부항초등학교 유촌분교 (폐교) : 부항면 유촌리 272-1

## 행정 구역
| 법정리 | 행정리           | 비고                   |
| ------ | ---------------- | ---------------------- |
| 대야리 | 대야1리, 대야2리 |                        |
| 두산리 | 두산리           |                        |
| 사등리 | 사등1리, 사등2리 | 면 행정복지센터 소재지 |
| 신옥리 | 신옥리           |                        |
| 안간리 | 안간리           |                        |
| 어전리 | 어전1리, 어전2리 |                        |
| 월곡리 | 월곡리           |                        |
| 유촌리 | 유촌리           |                        |
| 지좌리 | 지좌리           |                        |
| 파천리 | 파천1리, 파천2리 |                        |
| 하대리 | 하대리           |                        |
| 해인리 | 해인리           |                        |
| 희곡리 | 희곡1리, 희곡2리 |                        |